# LISTEN TO MY HEART
「LISTEN TO MY HEART」（リッスン・トゥ・マイ・ハート）は、BoAの日本での4枚目のシングル。2002年1月17日にavex traxから発売された。

## 解説
- リリース前にCMソングとしてオンエアされ、BoAの日本での知名度を高めるきっかけとなった。オリコン初登場5位を記録し、自身初のトップ10入りを果たす。また、発売直後のオリコンデイリーチャートでは過去に発売された3枚のシングルと倖田來未とのコラボレーションシングルの計4枚のシングルがランキングに再浮上した。
- 後に同年3月13日に発売された1stアルバム『LISTEN TO MY HEART』はオリコン初登場1位、ミリオンヒットを記録した。
- 第44回日本レコード大賞にて金賞を受賞した。
- 2002年3月30日、Rhythm REPUBLICからアナログ盤が発売された[1]。

## 収録曲

### CD
1. LISTEN TO MY HEART [4:00]
作詞：渡辺なつみ、作曲・編曲：原一博　
au「cdmaOne C5001T」CMソング
この曲の韓国語版は「K-Pop Selection」及び自身の韓国での2集「No.1」や2.5集「MIRACLE」に収録されている。
2. Snow White [4:24]
作詞：海老根祐子、作曲：川本盛文、編曲：原田憲
3. LISTEN TO MY HEART（English Version） [3:59]
4. LISTEN TO MY HEART（Instrumental）[3:58]
5. Snow White（Instrumental）[4:21]

### アナログ盤
1. LISTEN TO MY HEART (Hex Hector Main Japanese Club Mix) [7:43]
Remix Produced by Hex Hector for Ground Control Productions
Keyboards by Mike Nigro
Engineered by Hugo Dwyer
リミックスアルバム『Peace B.REMIXES』にも収録されている。
2. LISTEN TO MY HEART (Hex Hector Main English Club Mix) [7:43]
Radio Editバージョンはアルバム『LISTEN TO MY HEART』に収録されている。
3. LISTEN TO MY HEART (Original Japanese Version) [4:00]

## 収録アルバム
LISTEN TO MY HEART
- 1stアルバム『LISTEN TO MY HEART』
- ベストアルバム『BEST OF SOUL』
- CD-BOXアルバム「a-box NEO」

LISTEN TO MY HEART (English Version)
- スペシャルアルバム『Next World』

## -The Greatest ver.-
『LISTEN TO MY HEART -The Greatest ver.-』（リッスン・トゥー・マイ・ハート -ザ・グレイテスト・バージョン-）は、BoAの配信限定シングル

### 解説
日本デビュー20周年を記念して行われるセルフカバー・プロジェクトの第10弾となり、本作がリメイクプロジェクト最後の楽曲となる。
本作は2002年に日本でのブレイクのきっかけとなった楽曲に新たな解釈を入れる形でアレンジが成され、オリジナルでのアナログなシンセサイザーサウンドに更に洗練されたアレンジに落とし込んで仕上げたと言う。

### 収録曲
1. LISTEN TO MY HEART -The Greatest ver.- (3:19)
作詞：渡辺なつみ、作曲：原一博、編曲：Shaun Kim